# Stonata/Stare separati
Stonata/Stare separati è un singolo di Bruna Lelli, pubblicato nel 1962.

## Descrizione
Il brano sul lato A, Stonata, è la cover di Desafinado, mentre Stare separati è la cover di Chega de saudade; entrambi i brani sono scritti da Antônio Carlos Jobim, mentre i testi in italiano sono di Giorgio Calabrese e Piero Leonardi, che si firma come di consueto con lo pseudonimo Deani.
Stare separati verrà ripresa nel 1972 da Nicola Di Bari nell'album Un altro Sud
I brani sono arrangiati da William Galassini

## Tracce
LATO A
1. Stonata (testo: Giorgio Calabrese, Deani – musica: Antônio Carlos Jobim)

LATO B
1. Stare separati (testo: Giorgio Calabrese – musica: Antônio Carlos Jobim)